# Rhyacophila ishihanaensis
Rhyacophila ishihanaensis là một loài Trichoptera trong họ Rhyacophilidae. Chúng phân bố ở miền Cổ bắc.